# Zbór Kościoła Adwentystów Dnia Siódmego w Cieszynie
Zbór Kościoła Adwentystów Dnia Siódmego w Cieszynie – zbór adwentystyczny w Cieszynie, należący do okręgu południowego diecezji południowej Kościoła Adwentystów Dnia Siódmego w RP.
Cieszyński zbór adwentystyczny został założony w 1912 r.
Pastorem zboru jest Mieczysław Tarasiuk. Nabożeństwa odbywają się w kościele przy ul. Folwarcznej 1 każdej soboty o godz. 9.30.